# Ландсгут
Ландсгут (нім. Landshut, зустрічається варіант Ландсхут) — місто, що територіально розташоване в Нижній Баварії. Розташоване на берегах річки Ізар. Є «столицею» Нижньої Баварії.

## Історія
Місто Ландсгут і фортеця Траузніц були засновані в 1204 році герцогом Людвігом I Баварським. Вже в 1231 р. Ландсгут став резиденцією Віттельсбахів і в 1255 р, коли Баварське герцогство розділилося на дві частини, Ландсгут став столицею Нижньої Баварії. Герцог Генріх VI став першим з трьох відомих герцогів, які правили Баварією-Ландсгут протягом XV століття. Весілля герцога Георга і польської принцеси Ядвіги Ягеллонки в 1475 р. було пишно відсвятковане в Ландсгуті. Цьому весіллю присвячена одна з наймасштабніших історичних реконструкцій в Європі, т. зв. «Ландсгутське весілля», що проводиться раз на чотири роки.
Після смерті герцога та короткої війни за спадщину Нижня Баварія-Ландсгут була возз'єднана з Баварією-Мюнхеном. Після своєї поїздки до Італії в 1537—1543 рр. герцог Людвіг X побудував собі резиденцію в Ландсгуті. Вільгельм V, коли він був наслідним принцом і жив у Ландсгуті десять років аж до 1579 р., наказав перебудувати фортецю в стилі ренесанс.
Пізніше Лансгут втратив своє значення доти, поки університет Інгольштадта не переїхав в Ландсгут у 1800 р. Проте вже в 1826 р. університет був переведений до Мюнхена.
Під час Війни п'ятої коаліції 21 квітня 1809 року біля міста відбулася битва, у якій французькі війська Наполеона перемогли австрійців на чолі з Йоганном фон Гіллером.
Після Другої світової війни в таборі переміщених осіб перебували українці. У 1946 р. в ньому існувало українське спортивне товариство «Січ», а з 1947 р. — УСК «Тур».
З відкриттям Мюнхенського аеропорту недалеко від Ландсгута в 1992 у місто стало привабливим місцем для бізнесу.

## Визначні пам'ятки
У місті розташована одна з найвищих церков у світі та найвища цегляна церква без сталевих підтримувальних елементів — Церква святого Мартіна. Також це найвища церква Баварії.

## Уродженці
- Герман Ергардт (1903—1958) — німецький актор
- Зіґі Гаґль (* 1967) — німецька політична діячка.